# Luthereiche

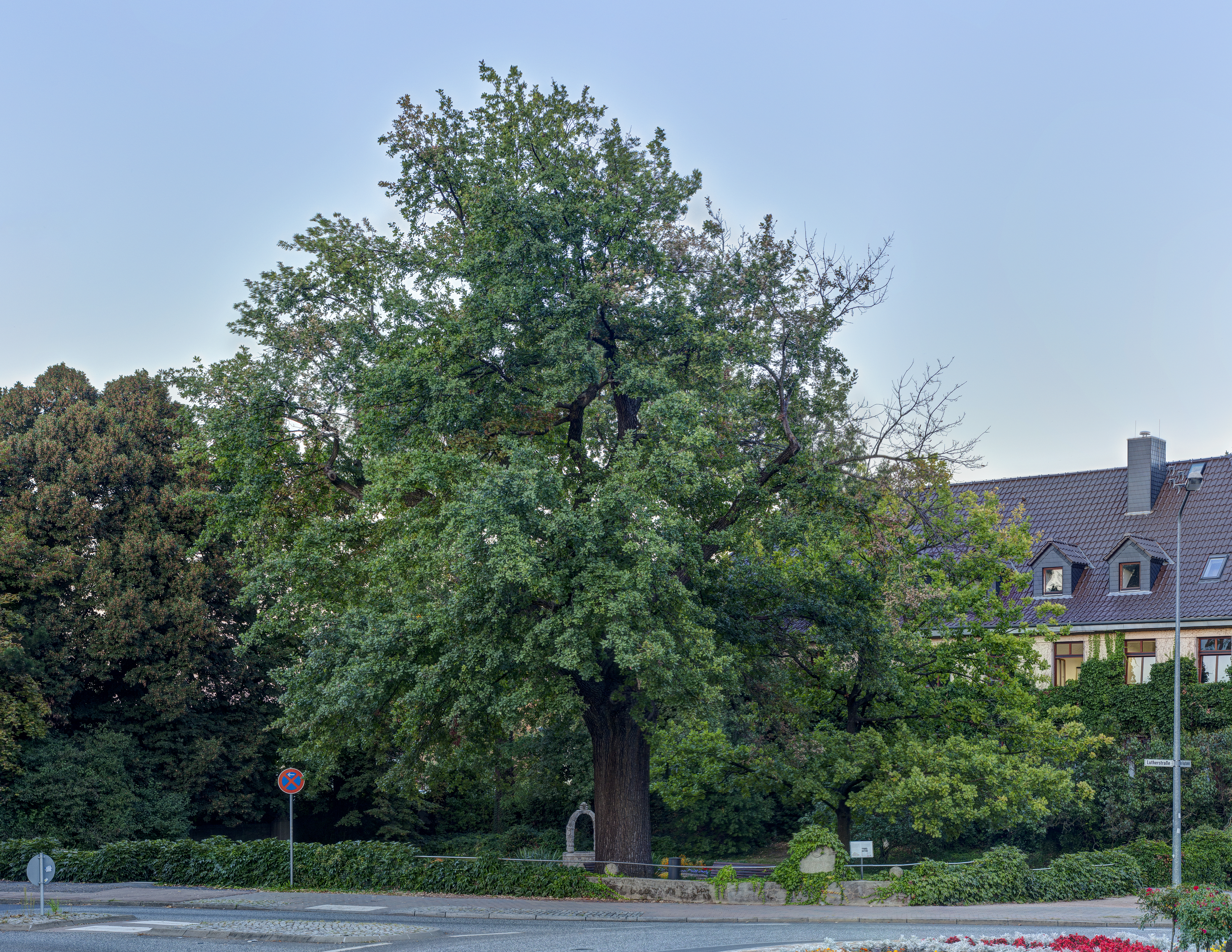
Luthereiche in der Lutherstadt Wittenberg

Als Luthereichen werden Eichen bezeichnet, die im Gedenken an Martin Luther gepflanzt wurden oder in direktem Zusammenhang mit dem Wirken des Reformators stehen sollen. Häufig handelt es sich um Bäume der Art Stieleiche. Am bekanntesten ist die Luthereiche in der Lutherstadt Wittenberg, an deren Standort Luther 1520 sein Exemplar der päpstlichen Bannandrohungsbulle Exsurge Domine verbrannt hat.
Im Jahr 1883 wurden anlässlich des 400. Geburtstags von Martin Luther in vielen, in der Regel mehrheitlich evangelisch-lutherischen Orten Luthereichen gepflanzt. Diese Bäume stellen heute die größte Gruppe der Luthereichen; oftmals stehen sie auf Plätzen vor Kirchen oder sonstigen zentral gelegenen Standorten. Zur Pflanzung weiterer Luthereichen kam es vereinzelt im Jahr 1917 anlässlich des 400. Jubiläums der Reformation. Im Jahr 2017 wurden entsprechend weitere Luthereichen gepflanzt.
Als in den 1980er und 1990er Jahren befürchtet wurde, dass die Wittenberger Luthereiche einginge, wurden bei verschiedenen Anlässen Eicheln des Baumes verteilt, um durch die Sämlinge das Überleben an anderen Orten zu sichern. So erhielt 1997 der Heimatverein Unna-Mühlhausen/Uelzen bei der Verleihung des Umweltpreises der Evangelischen Kirche von Westfalen ein paar Eicheln überreicht. Im Jahr 1999 pflanzte man eine aus diesen Eicheln gezogene junge Eiche vor dem evangelischen Gemeindehaus in Lünern und gab ihr den Namen Luther-Eiche.
Nach Luther wurden auch Lutherlinden und Lutherbuchen benannt, außerdem gibt es viele Lutherdenkmäler. Neben dem Reformator ist der Reichskanzler Otto von Bismarck (1815–1898) ein weiterer berühmter Namenspate von Eichen. Während des Nationalsozialismus wurden zudem sogenannte Hitlereichen gepflanzt. Des Weiteren gibt es auch einige Kaisereichen.

## Standorte von Luthereichen

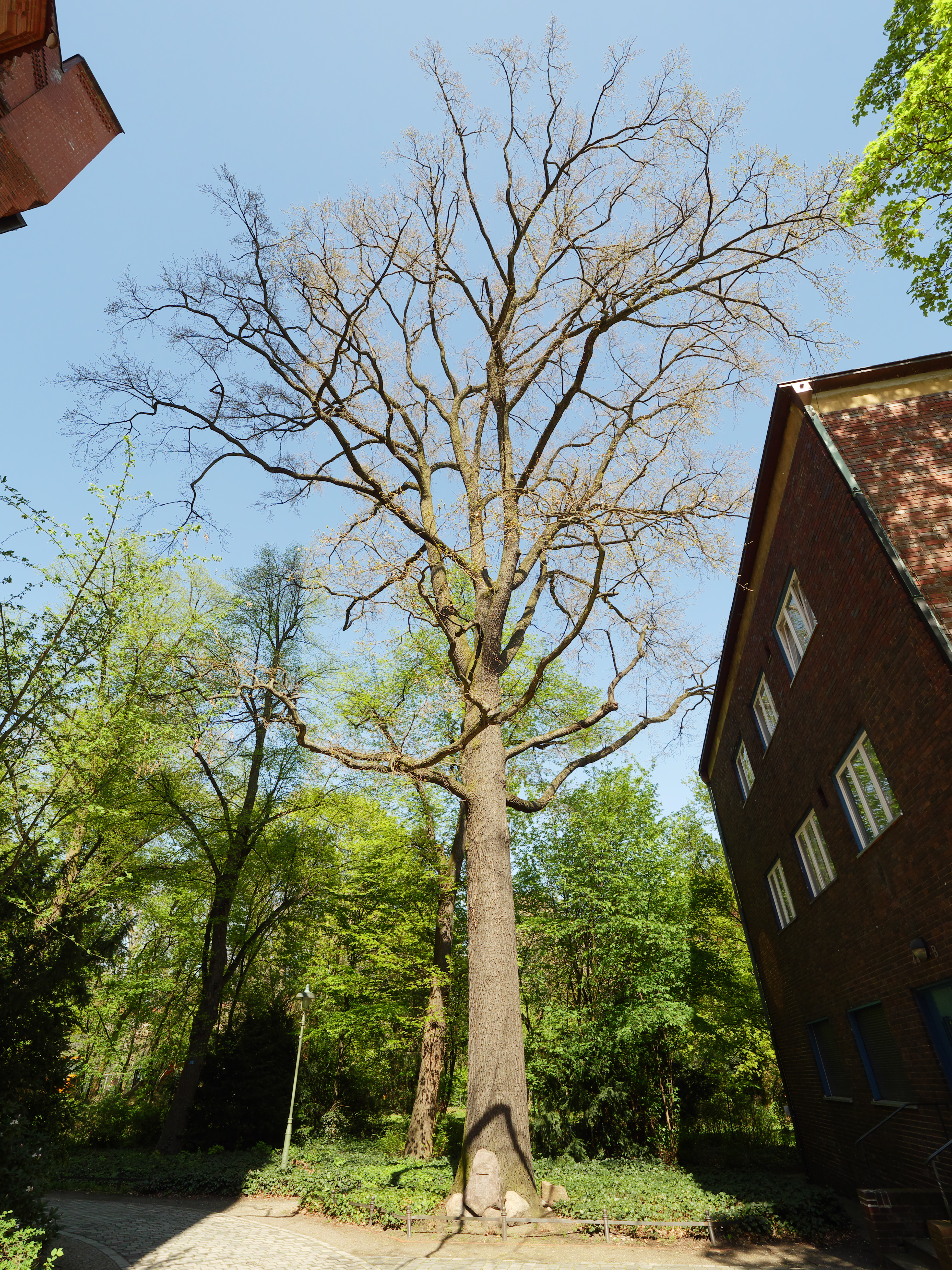
Luthereiche gepflanzt am 10. November 1883, Schloßstraße 44 in Berlin-Steglitz

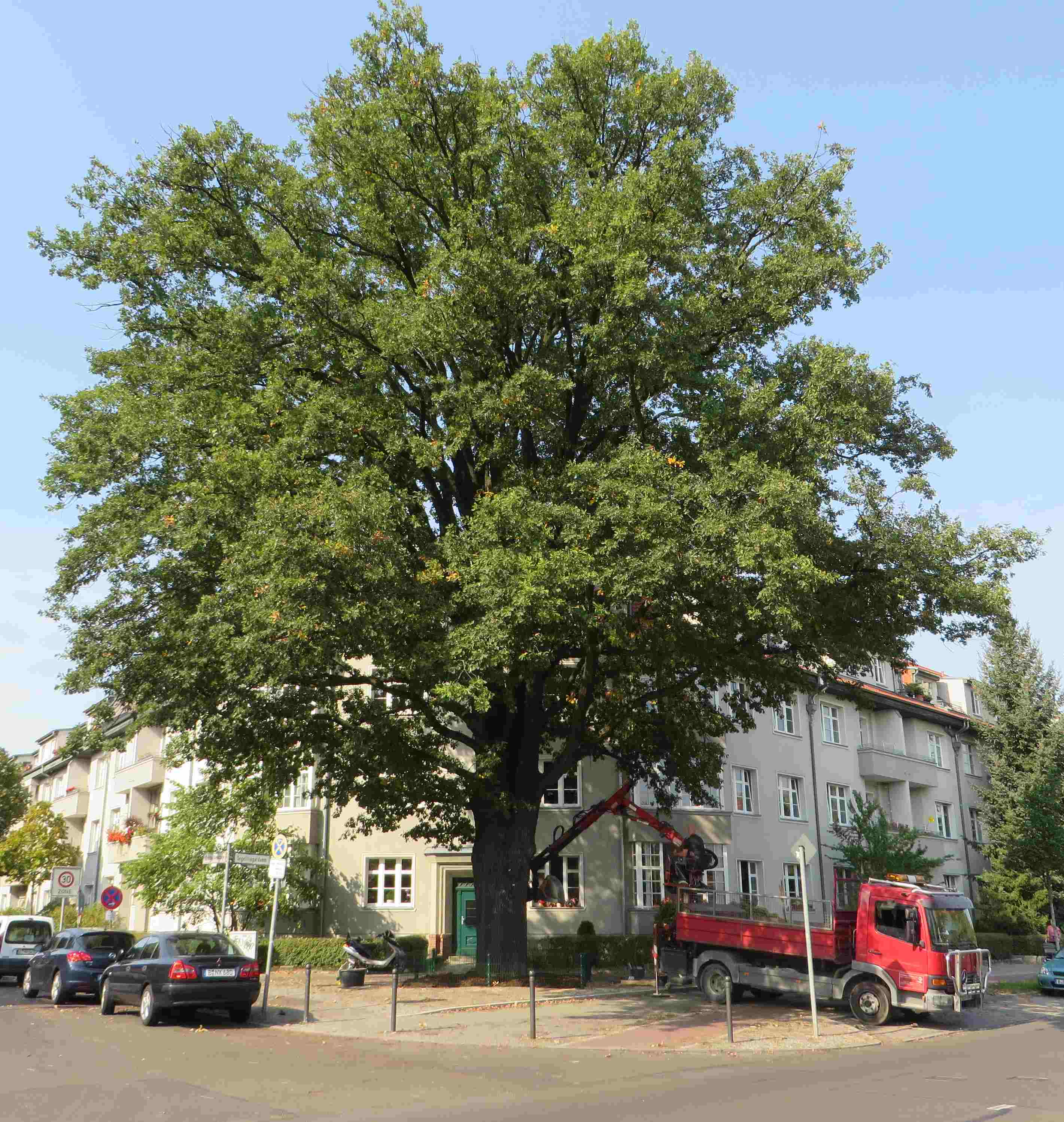
Luthereiche Johannisthal, Segelfliegerdamm 34 Ecke Trützschlerstraße

### Baden-Württemberg
- Aichelberg (48° 38′ 7,03″ N, 9° 33′ 51,59″ O)
- Alfdorf
- Bad Liebenzell-Maisenbach
- Bergkirche Nimburg
- Obersulm
- Gundelfingen
- Heidelberg
- Kornwestheim
- Pforzheim
- Schwäbisch Gmünd-Lindach
- Schwieberdingen
- Wertheim-Höhefeld, 1883 anlässlich des 400. Geburtstages von Martin Luther erstmals gepflanzt, bereits 1885 ein zweites Mal gepflanzt[2]

### Bayern
- Coburg
- Weitramsdorf

### Berlin
- Berlin-Steglitz
- Berlin-Johannisthal

### Brandenburg

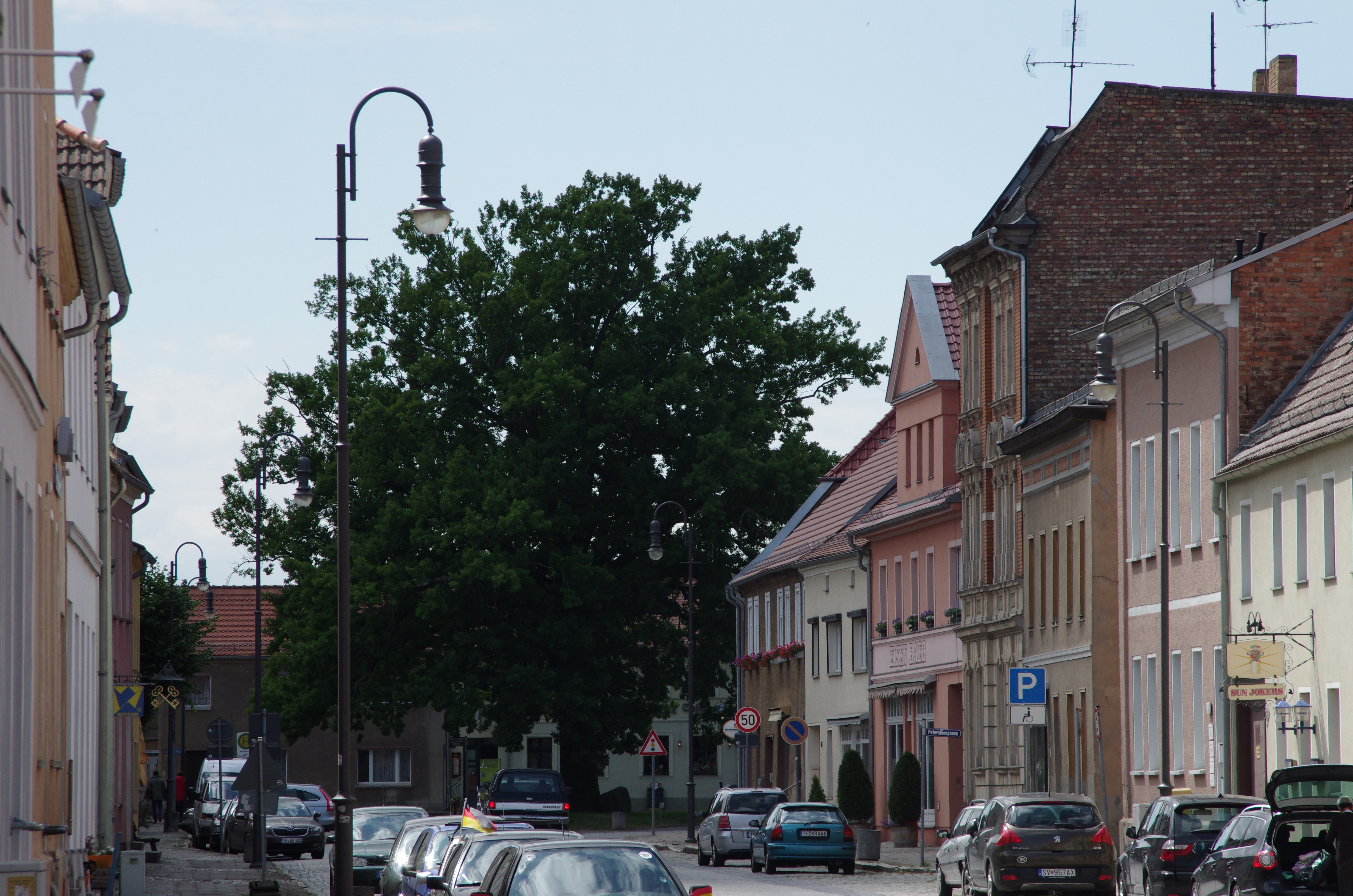
Luthereiche am Heiligen-Geist-Platz in Jüterbog

- Burg (Spreewald), siehe Luther-Eiche (Burg)
- Eberswalde[3]
- Groß Fredenwalde (Uckermark)
- Groß Kreutz (Havel)
- Herzberg
- Jüterbog
- Lauchhammer (Stieleiche gepflanzt 1883 Lauchhammer-West; Roteiche im Schlosspark gepflanzt 2017)
- Ortrand (gepflanzt 1866)
- Peitz
- Ruhland (gepflanzt 2017)
- Storkow (Mark)
- Zeuthen

### Hamburg
- Uhlenhorst

### Hessen
- Babenhausen
- Bad Karlshafen
- Brombach
- Dudenhofen
- Frankfurt-Bornheim
- Hochtaunus bei Bad Homburg
- Nieder-Bessingen (Lich)
- Ober-Rosbach
- Reinhardshagen

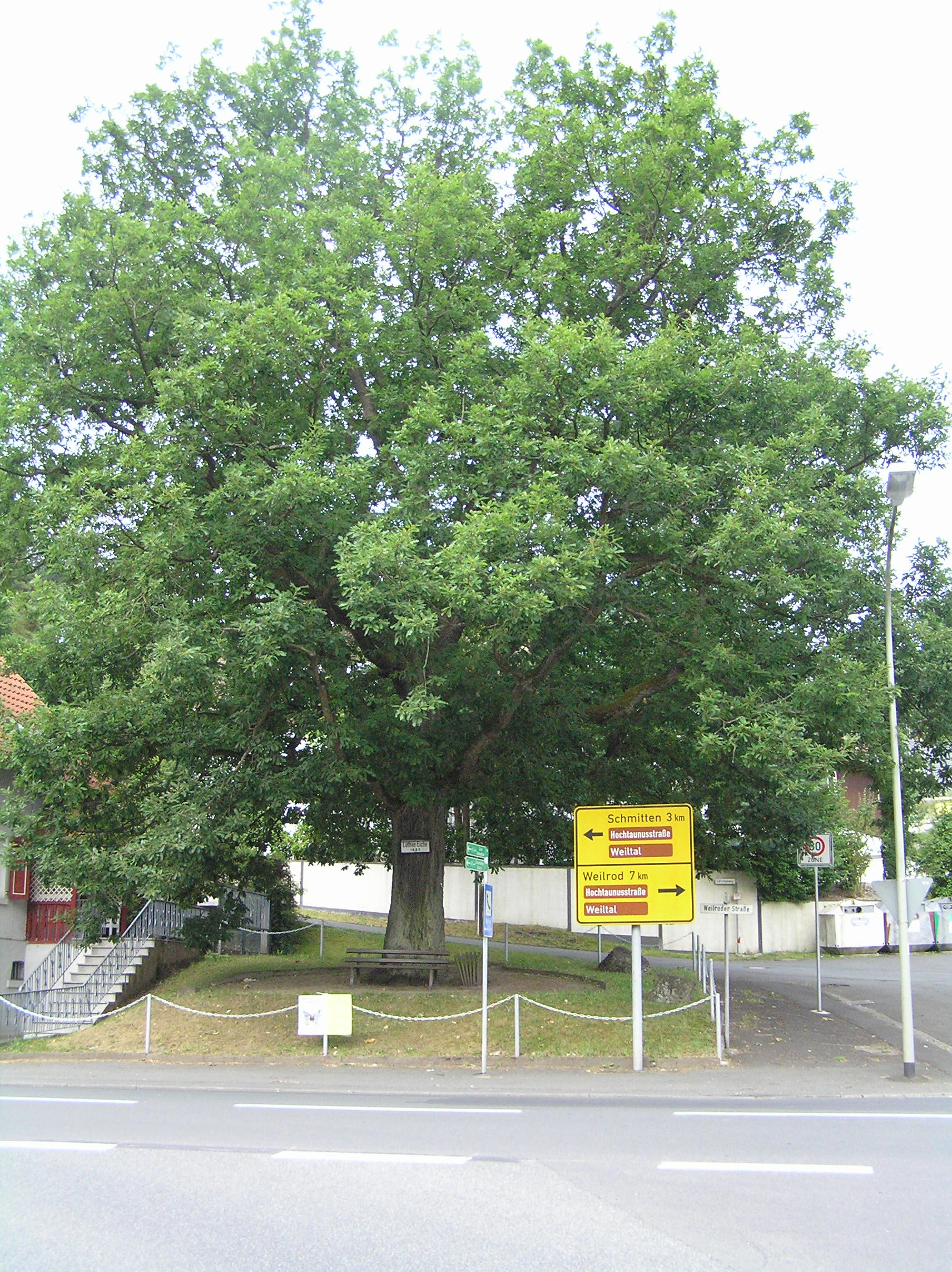
Luthereiche in Brombach im Taunus

- Riedstadt-Goddelau, gepflanzt 1883
- Schmitten im Taunus
- Seeheim (Seeheim-Jugenheim), gepflanzt 1917
- Viernheim, gepflanzt 1917

### Mecklenburg-Vorpommern
- Graal-Müritz
- Kladow, Stadt Crivitz

### Niedersachsen

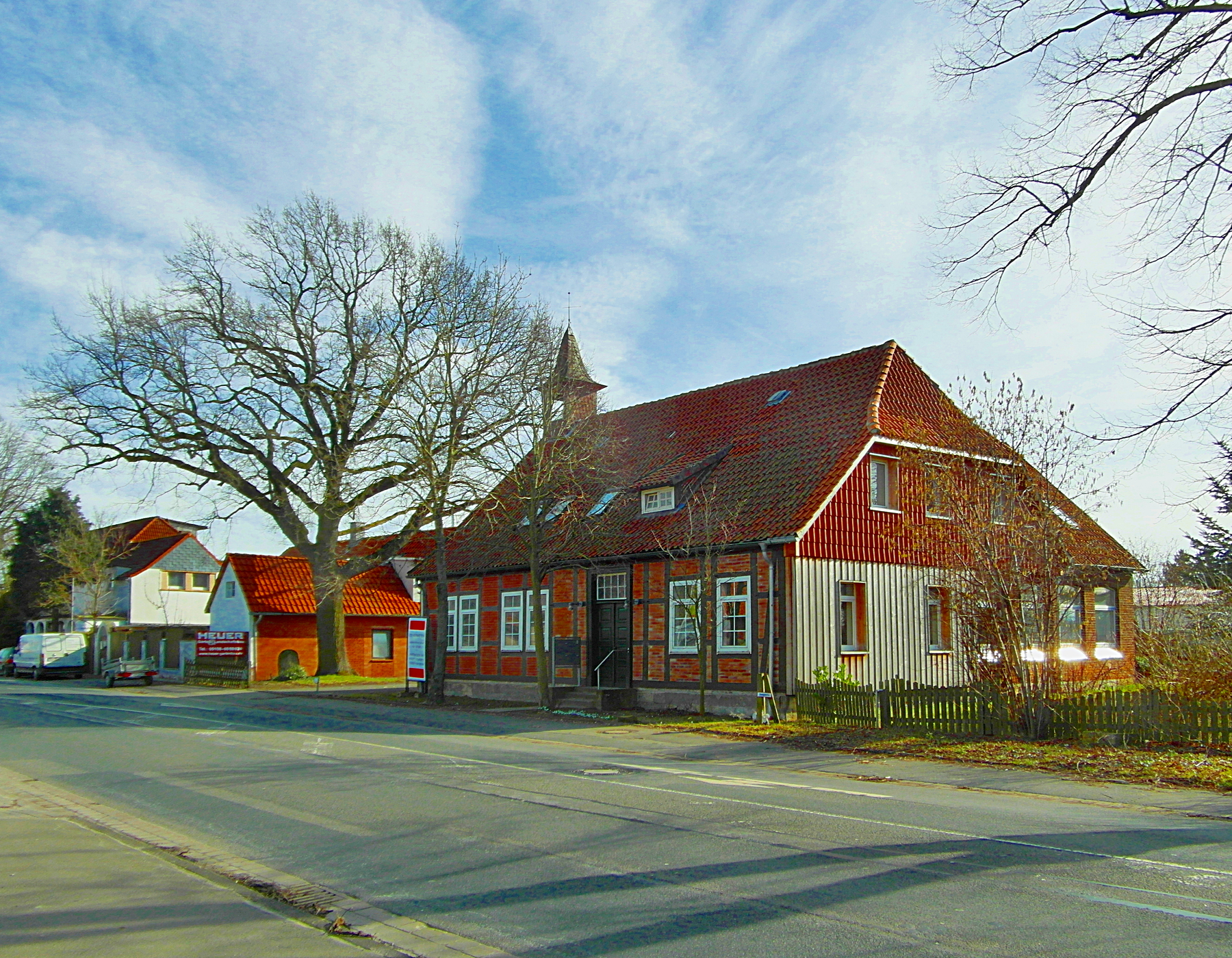
Luthereiche neben der früheren Schule in Ditterke

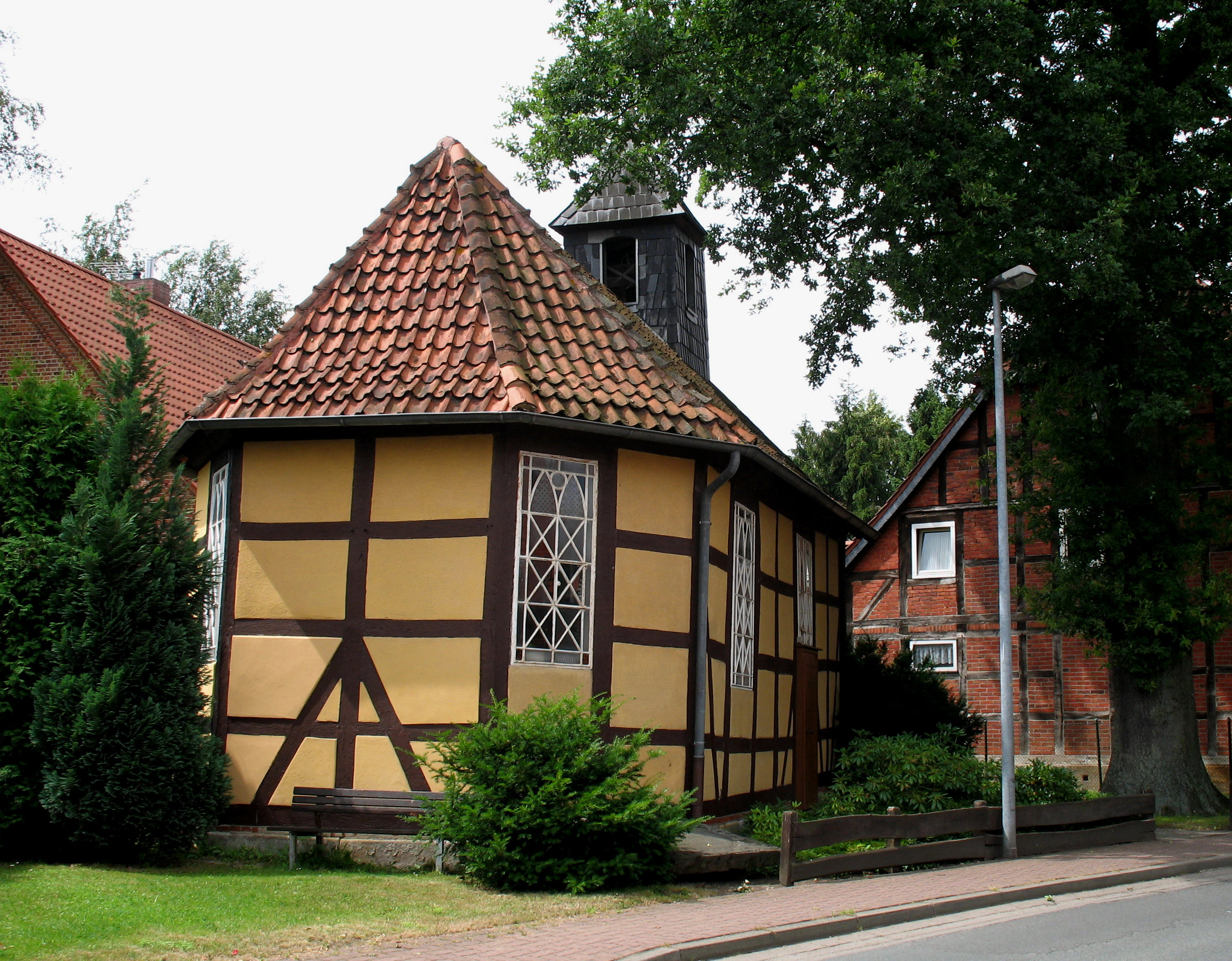
Luthereiche nebst der Kapelle in Redderse

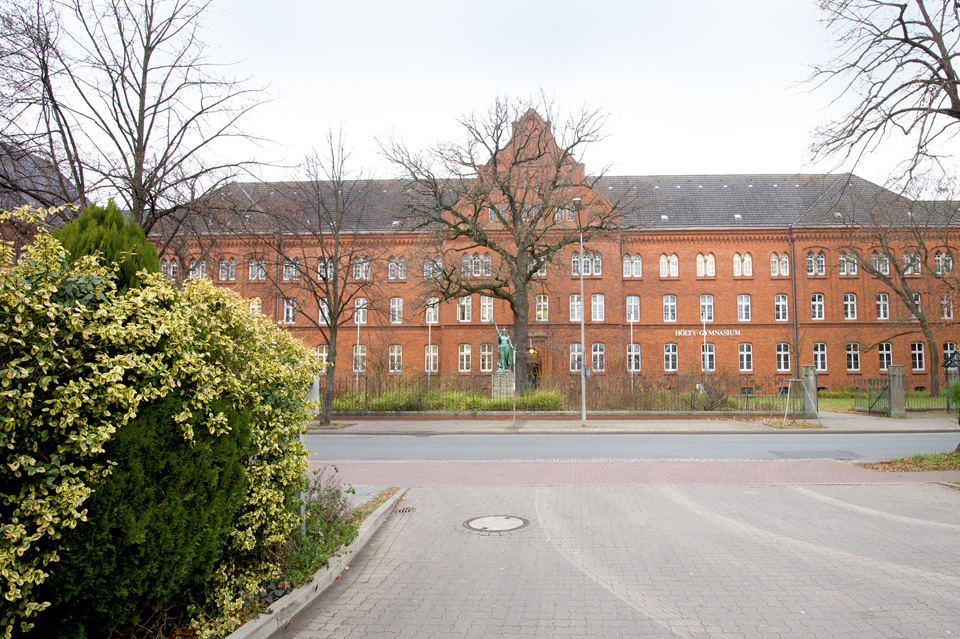
Luthereiche vor dem Hölty-Gymnasium Wunstorf

- Adelebsen, siehe Liste der Naturdenkmale in Adelebsen
- Adenstedt (Ilsede)
- Amelungsborn
- Apen
- Asendorf
- Bad Bevensen-Seedorf
- Groß Meckelsen/Alpershausen
- Barterode
- Bonaforth (Hann. Münden), 2004 gefällt, 2012 neu gepflanzt
- Luthereiche Ditterke
- Einbeck-Odagsen
- Gehrde
- Hohenaverbergen
- Holtensen (Barsinghausen)
- Gehrden-Leveste
- Gehrden-Redderse
- Hannover-Herrenhausen
- Hannover-Vinnhorst, siehe Luthereiche Alt-Vinnhorst
- Hattorf am Harz
- Wendeburg-Harvesse
- Heinsen
- Munster
- Neuhaus im Solling, 29. Oktober 2016
- Peine
- Polle
- Stade, siehe Luthereiche (Stade)
- Wunstorf

### Nordrhein-Westfalen

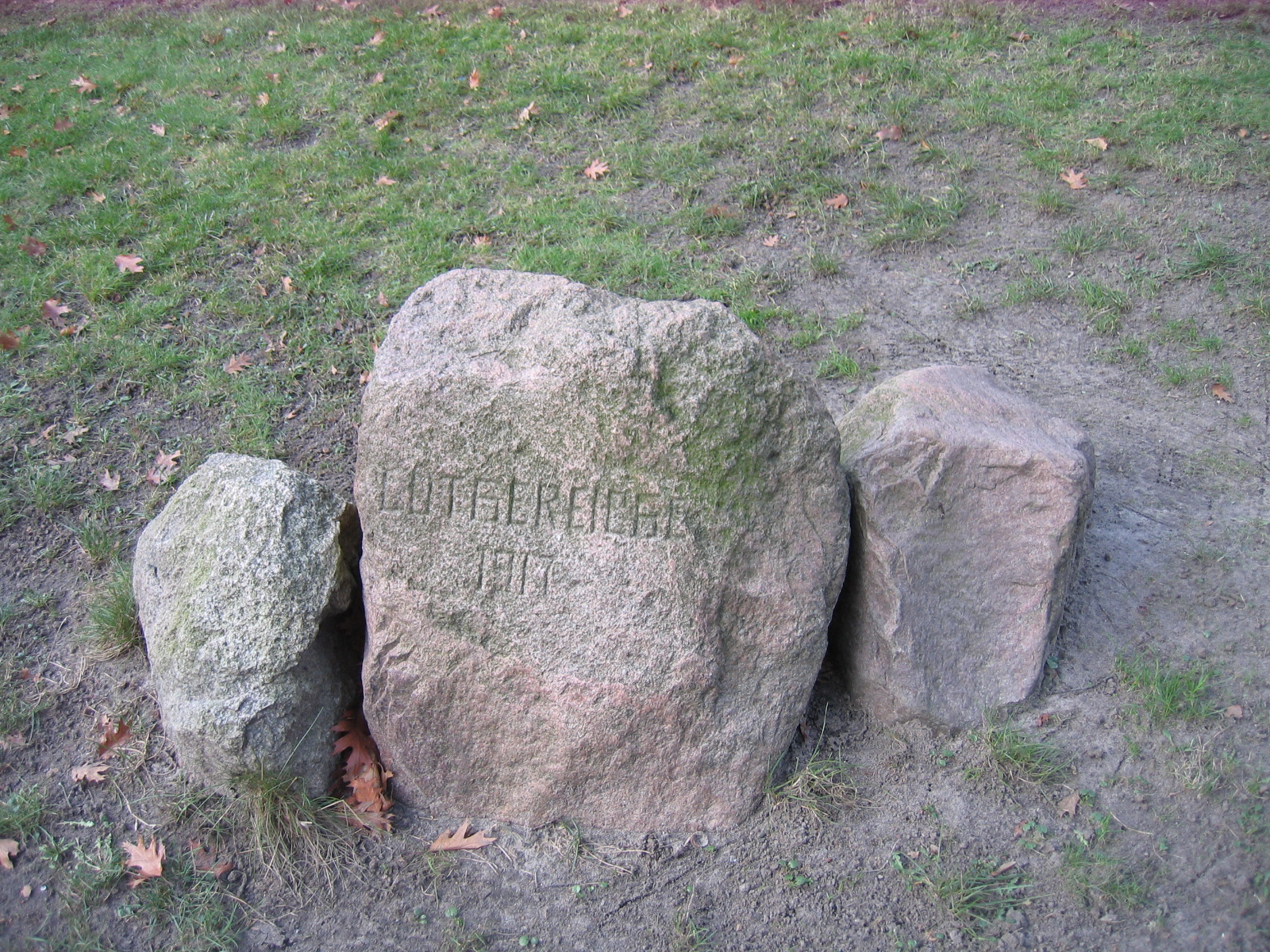
Gedenkstein an der Luthereiche in Herford

- Erkelenz – Haus Hohenbusch, gepflanzt 2017 auf ehemaligen Klostergelände[4]
- Geilenkirchen, ev. Kirchengemeinde, gepflanzt 2017
- Essen-Kettwig, gepflanzt 1917 beim Chor der Marktkirche Kettwig
- Fröndenberg-Frömern
- Herford, an der Johanniskirche, gepflanzt 1917
- Hilden, in der Grünanlage gegenüber dem Hauptfriedhof, gepflanzt 1933
- Unna-Lünern
- Vlotho, an der St. Stephanskirche

### Rheinland-Pfalz
- Adenau
- Dornholzhausen
- Dörrebach
- Oppenheim
- Neuburg am Rhein

### Saarland
- Dillingen/Saar: vor der Evangelischen Kirche (Dillingen/Saar)
- Saarlouis: vor der Evangelischen Kirche (Saarlouis)

### Sachsen

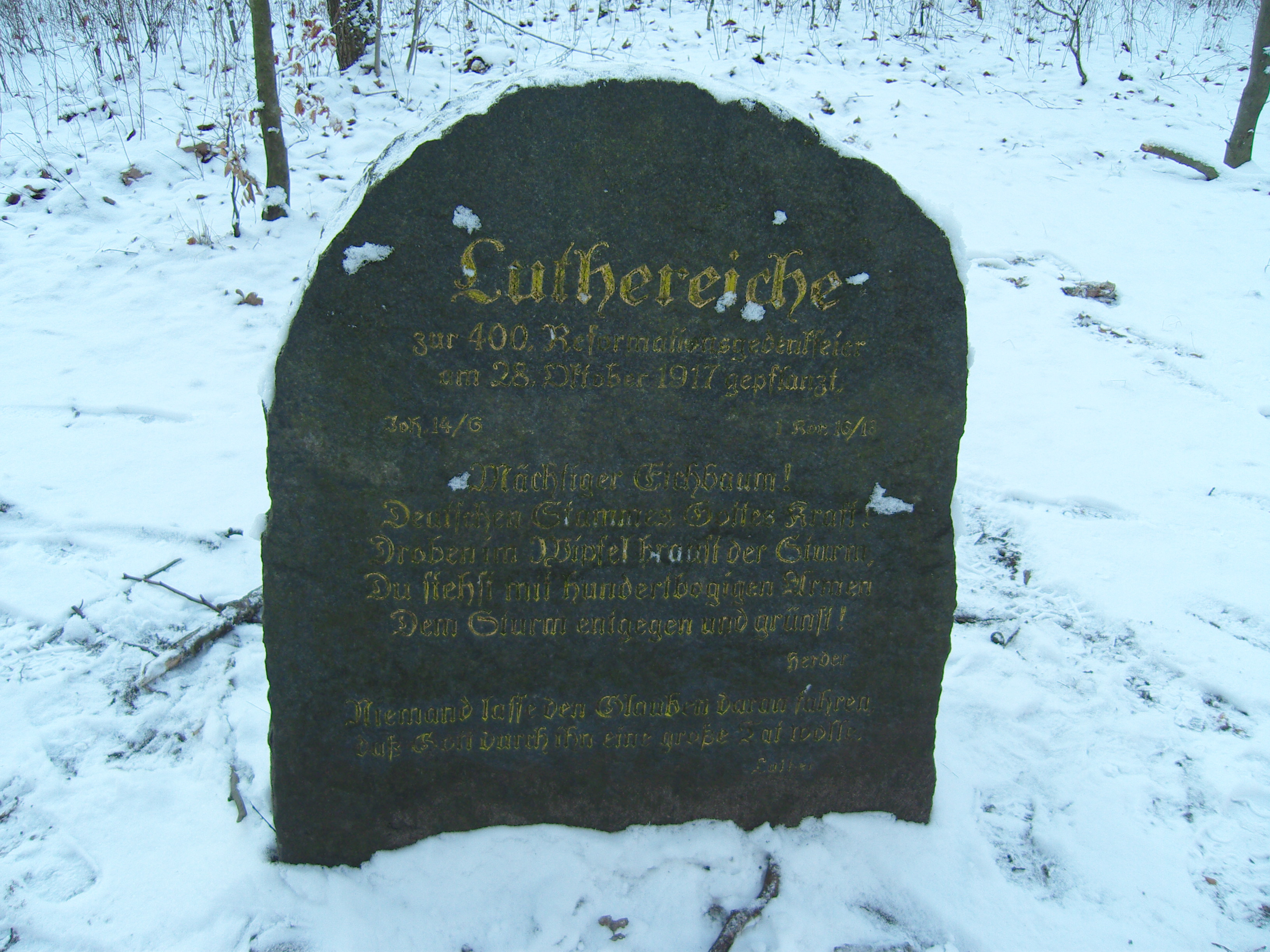
Gedenkstein an die Pflanzung der Luthereiche in der Dresdner Heide

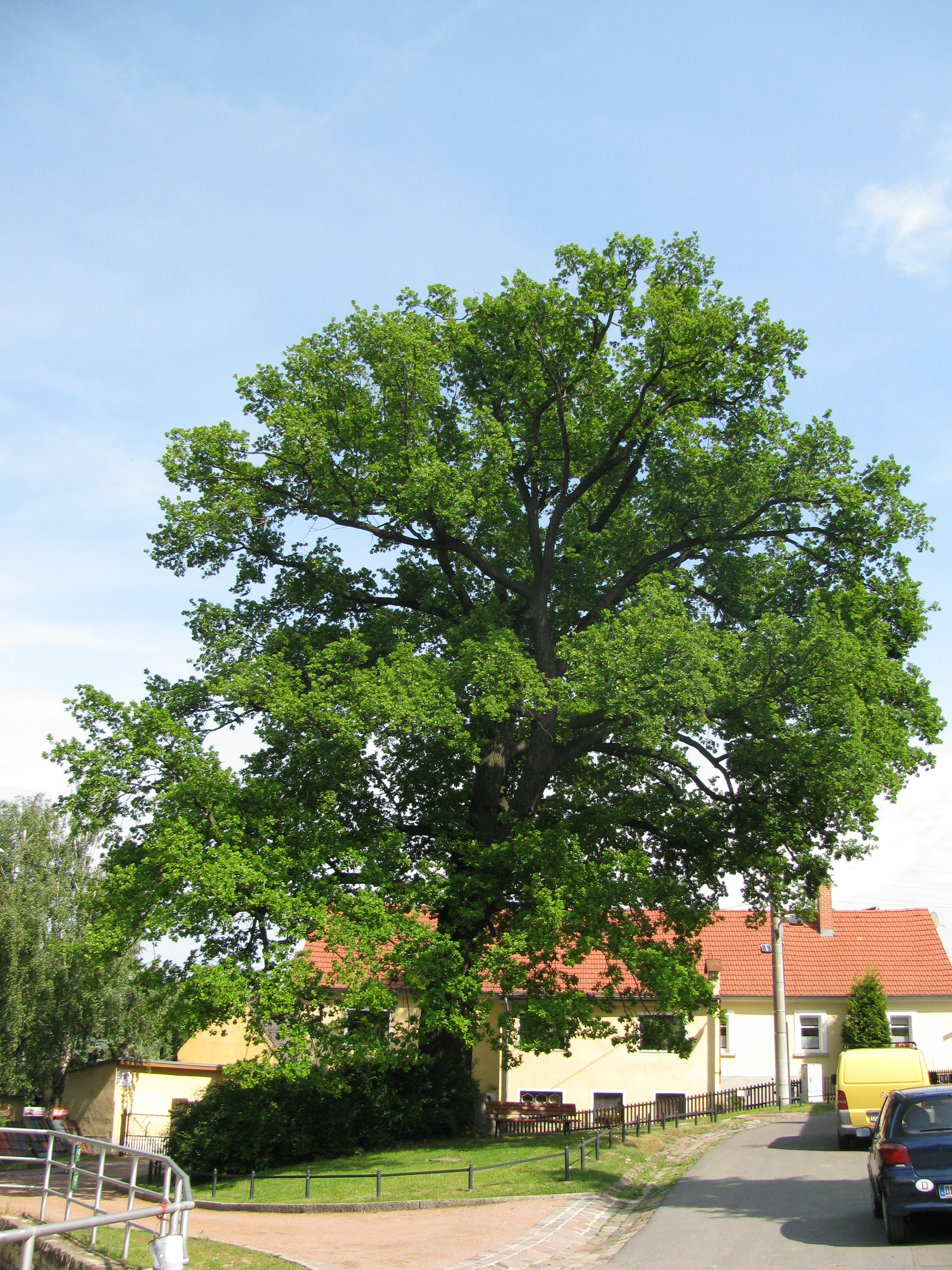
Luthereiche im Dorfkern des Dresdner Stadtteils Kleinluga

Im Jahr 2015 ermittelte der Mitteldeutsche Rundfunk anlässlich des bevorstehenden Reformationsjubiläums 277 Lutherbäume in Sachsen, darunter 110 Luthereichen.
- Bad Schandau, siehe Lutherdenkmal (Bad Schandau)
- Burkhardtsdorf
- Cainsdorf, Zwickau
- Chemnitz-Stelzendorf
- Chemnitz-Einsiedel
- Dahlen
- Dresden: 16 noch bestehende Luthereichen sowie weitere nicht mehr bestehende Exemplare finden sich in der Liste der Gedenkbäume in Dresden.
- Eilenburg, siehe Luthereiche (Eilenburg)
- Hainichen
- Grimma-Nimbschen
- Königsbrück
- Markkleeberg
- Niederfrauendorf
- Weißenberg-Nostitz
- Oelsnitz/Erzgeb.
- Penig
- Regis-Breitingen, OT Hagenest
- Reichstädt (Dippoldiswalde)
- Schönbach/Oberlausitz (Lage)
- Schönheide[6]
- Zwickau

### Sachsen-Anhalt
- Eisleben-Wolferode
- Lutherstadt Wittenberg, siehe Luthereiche (Lutherstadt Wittenberg)
- Markwerben
- Nessa
- Neuendorf am Damm
- Querfurt-Kleineichstädt
- Sandersdorf-Brehna
- Seyda
- Wenddorf
- Breitenbach (Wetterzeube)
- Zeitz-Aylsdorf

### Schleswig-Holstein
- Wohltorf

### Thüringen
- Bechstedtstraß
- Gera-Frankenthal
- Magdala
- Ilmtal-Oberwillingen
- Stadtlengsfeld-Gehaus
- Ziegelheim